# Thysanoprymna haemorrhoidea
Thysanoprymna haemorrhoidea är en fjärilsart som beskrevs av Rothschild 1910. Thysanoprymna haemorrhoidea ingår i släktet Thysanoprymna och familjen björnspinnare. Inga underarter finns listade i Catalogue of Life.